# یواس‌اس لوس (دی‌دی-۹۹)
یواس‌اس لوس (دی‌دی-۹۹) (به انگلیسی: USS Luce (DD-99)) یک کشتی بود که طول آن ۹۶ متر (۳۱۵ فوت) بود. این کشتی در سال ۱۹۱۸ ساخته شد.